# Subsidium charitativum
Subsidium charitativum (dosłownie: wsparcie miłosierne) – niezbyt wysoka danina płacona przez zwolnione z podatków duchowieństwo. Była to opłata dobrowolna, jednak zwyczajowo przyjęło się, że w przypadku uchwalenia przez sejm podatku nadzwyczajnego należało ją uiścić. Ustanawiana okazjonalnie, czasami na prośbę sejmu, np. sejmu koronacyjnego w 1502 r. W 1621 roku podczas synodu w Piotrkowie prymas Jan Wężyk przeprowadził uchwalenie subsidium charitativum w ramach finansowego wsparcia króla szykującego się do walki z Turcją
Subsidium charitativum było odpowiednikiem hiberny podatku płaconego na utrzymanie wojska w zimie przez ludność dóbr królewskich. Nazwa wsparcie miłosierne miała podkreślać, że majątki kościelne są wolne od płacenia normalnych podatków. Po zniesieniu hiberny w 1775 r. ludność z dóbr duchownych została obciążona obowiązkiem corocznego płacenia subsidium charitativum w ustalonej kwocie. Podatek ten pobierany był jeszcze w okresie Księstwa Warszawskiego i Królestwa Polskiego jednak miał charakter podatku gruntowego.